# Palisades Tahoe Aerial Tram

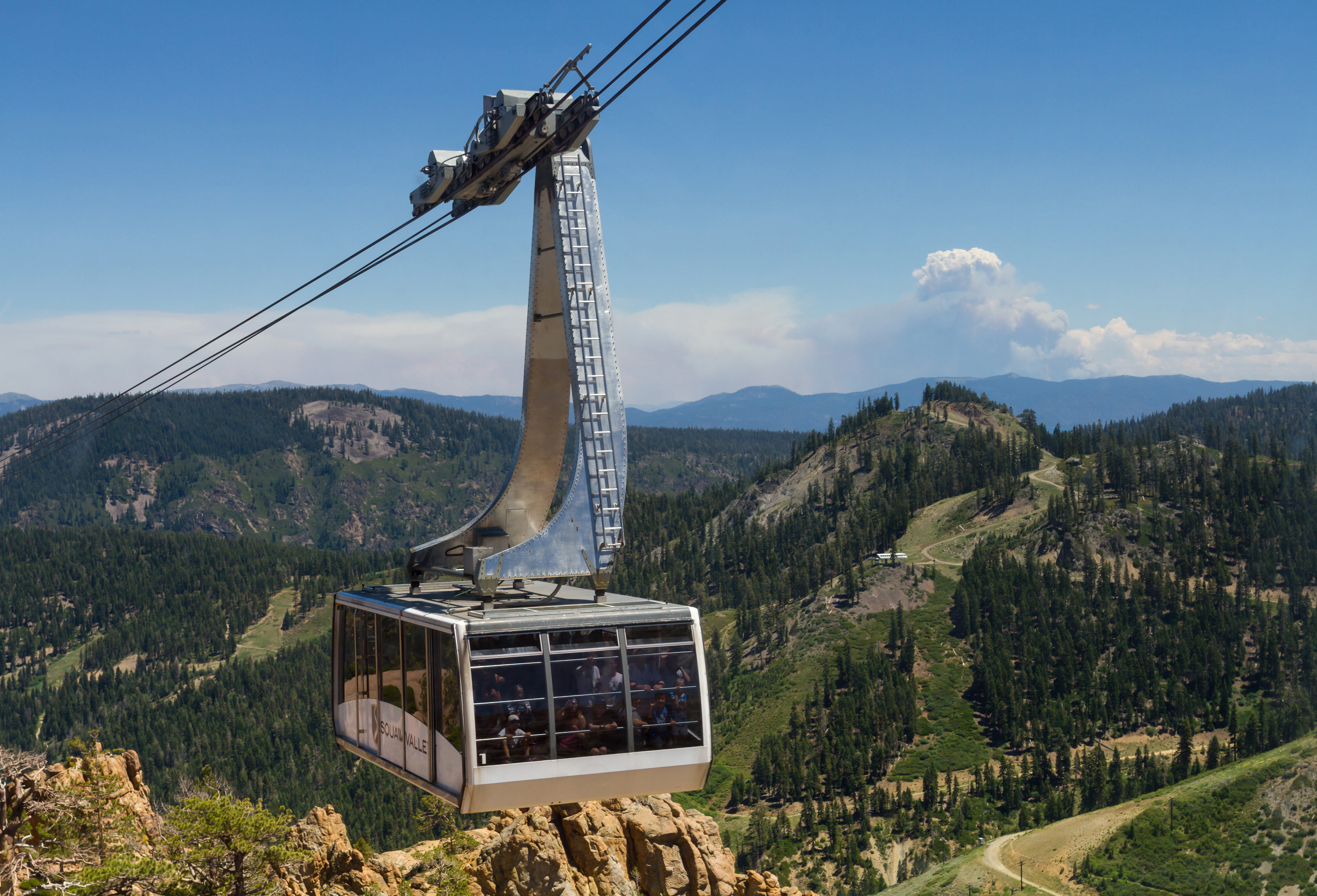
Squaw-Valley-Seilbahn

Die Palisades Tahoe Aerial Tram (früher Squaw-Valley-Seilbahn) ist eine 2,3 Kilometer lange Luftseilbahn in Palisades Tahoe, Kalifornien, USA. Die Squaw-Valley-Seilbahn wurde 1968 eingeweiht. Am 15. April 1978 ereignete sich ein schweres Unglück, bei dem vier Personen ums Leben kamen und 22 Personen verletzt wurden, nachdem eines der Tragseile herab fiel und das Kabinendach durchschlug. Zum Zeitpunkt des Unglücks befanden sich insgesamt 44 Personen in der Seilbahn.

## Technische Angaben
- Konstruktion: Garaventa
- schräge Länge: 2266 m
- überwundene Höhendifferenz:  577 m
- Höchstgeschwindigkeit: 36 km/h
- Kabinenkapazität: 130 Personen
- Förderleistung 975 Personen pro Stunde